# آلباجارا
الباگیارا (به ایتالیایی: Albagiara) یک سکونتگاه مسکونی در ایتالیا است که در استان اریستانو واقع شده‌است.

## خصوصیات
الباگیارا ۸٫۹ کیلومترمربع مساحت و ۲۸۵ نفر جمعیت دارد و ۲۱۵ متر بالاتر از سطح دریا واقع شده‌است.